# Cantone di Pierrefontaine-les-Varans
Il Cantone di Pierrefontaine-les-Varans era una divisione amministrativa dell'arrondissement di Pontarlier. Fino al 2009 ha fatto parte dell'arrondissement di Besançon.
A seguito della riforma approvata con decreto del 25 febbraio 2014, che ha avuto attuazione dopo le elezioni dipartimentali del 2015, è stato soppresso.

## Composizione
Comprendeva i comuni di:
- Consolation-Maisonnettes
- Domprel
- Flangebouche
- Fournets-Luisans
- Fuans
- Germéfontaine
- Grandfontaine-sur-Creuse
- Guyans-Vennes
- Landresse
- Laviron
- Loray
- Orchamps-Vennes
- Ouvans
- Pierrefontaine-les-Varans
- Plaimbois-Vennes
- La Sommette
- Vellerot-lès-Vercel
- Vennes
- Villers-Chief
- Villers-la-Combe